# 12989 Chriseanderson
12989 Chriseanderson eller 1981 EV9 är en asteroid i huvudbältet som upptäcktes den 1 mars 1981 av den amerikanska astronomen Schelte J. Bus vid Siding Spring-observatoriet. Den är uppkallad efter Chris Elaine Anderson.
Asteroiden har en diameter på ungefär 2 kilometer.